# 허운
허운(許雲, 1959년 8월 18일 ~)은 전 KBO 리그 삼미 슈퍼스타즈의 선수이다.